# Seven Nation Army
Seven Nation Army – pierwszy utwór na albumie Elephant amerykańskiego zespołu rockowego – The White Stripes. 
Został wydany jako singel w roku 2003 i jest jednym z najlepiej znanych utworów zespołu. Seven Nation Army utrzymywał pierwszą pozycję na liście Modern Rock Tracks przez trzy tygodnie, a zespół otrzymał za niego Nagrodę Grammy w kategorii Najlepszy Utwór Rockowy. Utwór charakteryzuje się charakterystycznym riffem, słyszanym w ciągu prawie całego czasu jego trwania. Chociaż dźwięk ten wydaje się pochodzić z gitary basowej (instrumentu, którego zespół nigdy nie używał), tak naprawdę pochodzi on z gitary hollow body z lat 50., z efektem whammy pedal obniżonym o oktawę. Według informacji umieszczonych na DVD Under Blackpool Lights, riff ten został skomponowany podczas kontroli dźwięku przed występem w Corner Hotel w australijskim Melbourne, jako inspiracja głównym motywem Piątej Symfonii Antona Brucknera.
Według White'a, terminem "Seven Nation Army" nazywał on jako dziecko Armię Zbawienia (ang. Salvation Army). 
W marcu 2005 magazyn Q umieścił Seven Nation Army na 8. miejscu na swojej liście 100 największych utworów gitarowych. 
We wrześniu 2005, magazyn NME umieścił utwór na 5. miejscu na swojej liście 50 największych utworów dekady.
W maju 2008, magazyn Rolling Stone umieścił ten utwór na miejscu 21. na swojej liście 100 największych utworów gitarowych wszech czasów.

## Lista utworów

### 7"
1. Seven Nation Army
2. Good To Me (Brendan Benson)

### CD
1. Seven Nation Army
2. Good To Me (Brendan Benson)
3. Black Jack Davey (trad.)

## W sporcie
Podczas UEFA EURO 2008 i MŚ 2018 piosenka ta towarzyszyła drużynom podczas wychodzenia na boisko, a na Euro 2012 i Euro 2016 była piosenką włączaną po zdobytym golu. Zremiksowanej wersji tej piosenki używa także drużyna Bayern Monachium po strzelonej bramce.